# Jules Brunet
Pour les articles homonymes, voir Brunet.
Jules Brunet, né le 2 janvier 1838 à Belfort et mort le 12 août 1911 à Fontenay-sous-Bois, est un officier et artilleur français, célèbre pour son rôle atypique dans la guerre du Boshin, au Japon, où il devient un acteur central du conflit opposant les forces impériales aux partisans du shogunat.
Issu d'une famille de militaires, il intègre l'École polytechnique en 1855, où il se distingue par ses compétences en artillerie, avant de poursuivre sa formation à l’École d'application de l'artillerie et du génie de Metz. Il sert durant l'expédition française au Mexique avant d'être envoyé au Japon en 1867 dans le cadre de la mission militaire française. 
Lorsque la guerre du Boshin éclate en 1868, il se retrouve plongé au cœur des hostilités. Malgré les ordres de son gouvernement, qui prône la neutralité, il décide de rester aux côtés du shogun Tokugawa Yoshinobu après sa défaite initiale à la bataille de Toba-Fushimi. Il devient le chef de l'artillerie de la république d'Ezo, un éphémère État formé par les derniers partisans du shogunat sur l'île de Hokkaidō, avec Hakodate pour capitale. Après la défaite de ses troupes lors de la bataille de Hakodate en 1869, il est capturé par les impériaux, mais échappe à une exécution grâce à l'intervention du gouvernement français.
De retour en France, il participe à la guerre franco-allemande de 1870, où il se distingue de nouveau, cette fois en défendant son pays lors du siège de Paris. Il termine sa carrière avec le grade de général de division. Malgré les controverses liées à son engagement au Japon, il est décoré de la Légion d'honneur et reconnu pour son dévouement à la nation.

## Biographie

### Enfance et formation
Jules Brunet est né en 1838 à Belfort. Il est le fils de Jean-Michel Brunet, vétérinaire militaire.
En 1855, il obtient son certificat d’aptitude au grade de bachelier ès sciences et est admis la même année à l’École impériale spéciale militaire de Saint-Cyr. Il en démissionne pour intégrer l'École Polytechnique en 1857. À sa sortie, il est admis à servir dans l’“artillerie de terre” et rejoint l’École d’application de l’Artillerie et du Génie, à Metz. Il l'a quitte en 1861.

### Carrière
Il participe à l’expédition mexicaine. Au sein du régiment d’artillerie monté de la Garde Impériale, il participe au siège de la ville de Puebla, ce qui lui vaut, à son retour, de recevoir la croix de la légion d’honneur.
Il est ensuite affecté au régiment d'artillerie de la Garde impériale. En 1864, il entre au régiment d'artillerie à cheval de la Garde impériale.

### Au Japon
Début novembre 1866, il fait partie de la mission envoyée au Japon sous les ordres du capitaine Jules Chanoine, qui arrive à Yokohama début janvier, afin d’instruire l’armée du shogun Yoshinobu Tokugawa.
À la fin XIXe siècle,, deux camps s'affrontent au Japon : celui du mikado, qui détient le pouvoir symbolique et spirituel, et celui du shogun, détenteur du pouvoir politique. L'empereur Meiji est soutenu par les Britanniques, tandis que le shogun, Yoshinobu Tokugawa, a établi des contacts diplomatiques avec la France et sollicite son aide pour l'instruction de ses troupes et la modernisation de son armement.
Le shogunat finit par être défait par l'armée impériale. Jules Brunet et quelques autres, restés à ses côtés, sont contraints de quitter le pays. Suspendu à son retour en France, il reprendra du service face à la Prusse, en 1870, et terminera sa carrière au grade de général.
Le shogun a en effet mesuré le retard pris dans la modernisation de son pays. Les puissances occidentales avaient imposé à Yoshinobu Tokugawa des traités qui, à l’instar de ceux passés naguère avec la Chine, sont jugés « inégaux », et ont fini par soulever des troubles à travers le pays et une vague de xénophobie. Les États-Unis d’Amérique, les Pays-Bas et la Russie s’en tiennent à une prudente neutralité. La Grande-Bretagne, de son côté, aide en sous-main les « clans de l’ouest », favorables au nouvel empereur (ou Tennō) Meiji qui ne représente encore que la puissance religieuse ; tandis que la France, toujours désireuse d’aider le Japon à s’industrialiser depuis le traité de paix, d’amitié et de commerce de 1858 et le succès de l’Exposition universelle de 1867, souhaite contrecarrer les visées britanniques. Sous l’impulsion de son ambassadeur Léon Roches, elle s’engage à soutenir le shogun, qui vient de subir les représailles des autres Occidentaux après une vague d’attentats à l’encontre de leurs résidents et de leurs comptoirs.

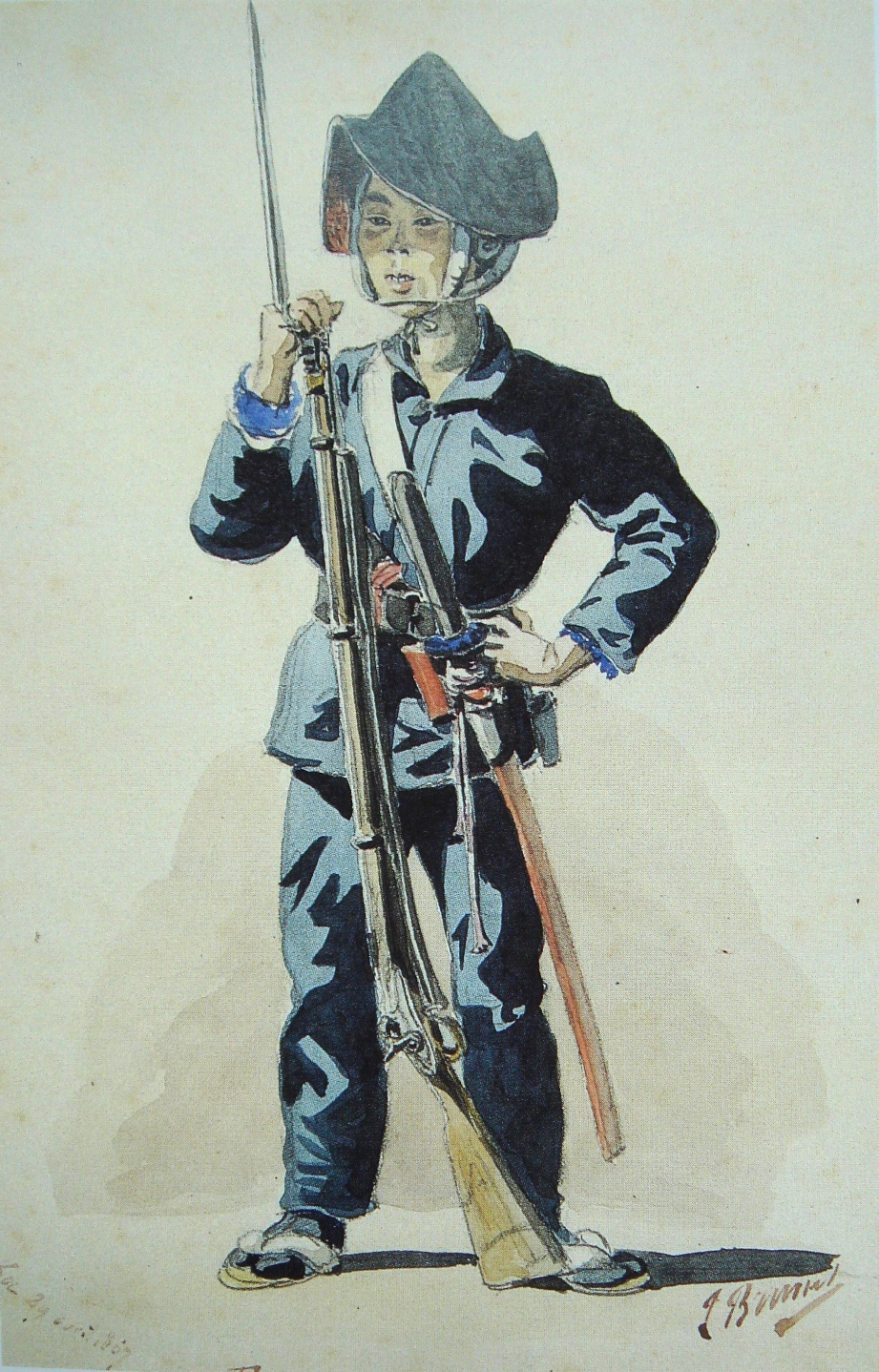
Peinture d’un soldat du shogunat par Brunet (avril 1867)

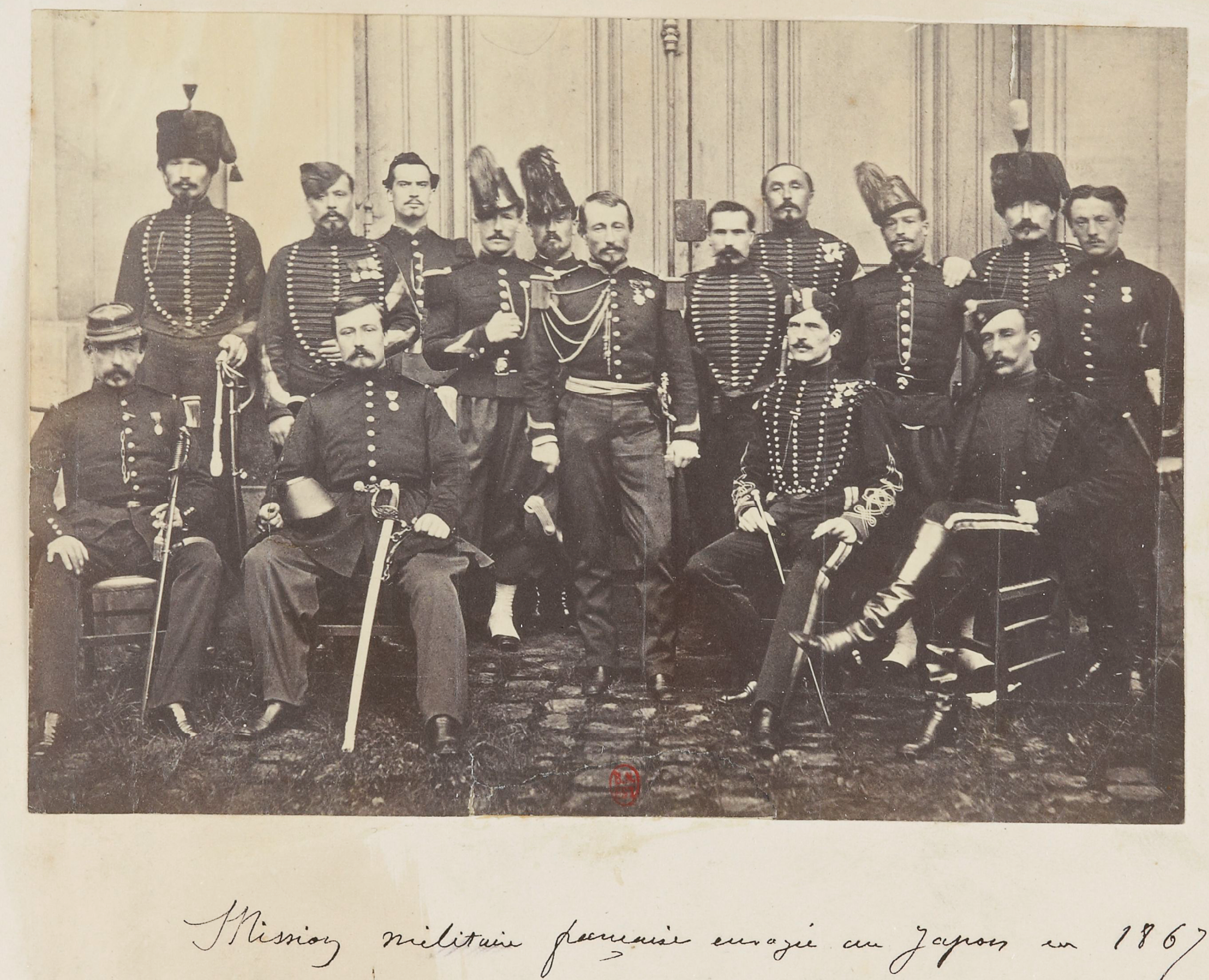
L’équipe militaire avant le départ pour le Japon (1866). Jules Brunet (officier coiffé, assis à la gauche du capitaine Chanoine qui est debout au centre)

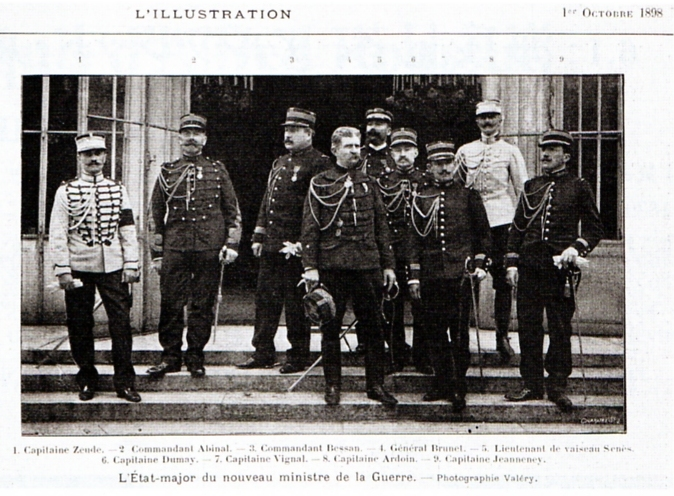
Général Jules Brunet, au centre, képi à la main (1898)

Cependant, dès novembre 1867, devant l’urgence de la situation, le shogun, n'espérant plus pouvoir rattraper son retard technologique, abandonne sa fonction shogunale au profit du jeune empereur Meiji. Il espère installer un gouvernement composé des seigneurs locaux (les daimyo) ; mais ce pouvoir collégial ne peut empêcher le coup d’État des partisans « réformistes » qui rétablissent, le 3 janvier 1868, le modèle de « l’ancienne monarchie ». Yoshinobu Tokugawa est poussé à prendre les armes par ses samouraïs, inquiets de perdre définitivement leurs prérogatives. Débute alors la guerre du Boshin qui voit, le 27 janvier, les armées du shogun mises en déroute lors de la bataille de Toba-Fushimi malgré leur large supériorité numérique par une force impériale déjà entièrement modernisée par les concurrents anglais. Yoshinobu Tokugawa, après cette première défaite, se réfugie à Edo. Refusant d’appliquer le plan de revanche de Brunet que Léon Roches porta à sa connaissance, il capitule le 27 avril à Edo qui est conquise et se retire à Mito. La France, dépitée, rappelle son ambassadeur et se voit contrainte de proclamer sa neutralité. La mission Chanoine qui est désormais indésirable est sommée de quitter le territoire ; elle se replie sur Yokohama pour être rapatriée en novembre.
De son côté, Brunet, empreint d’une éthique toute militaire, refuse de revenir afin de continuer à « servir la cause française en ce pays », car il estime qu'il en va de son honneur de ne pas abandonner le shogun et ses fidèles samouraïs, des frères d’armes qu’il avait instruits. « […] j’ai décidé que devant l’hospitalité généreuse du gouvernement shogunal, il fallait répondre dans le même esprit ». Il démissionne le 4 octobre 1868, mais Chanoine refuse sa démission. Brunet se retrouve dans une situation fausse. Le ministère de la guerre le placera finalement en congé d’un an sans solde le 6 février 1869, régularisant implicitement sa situation, mais en précisant qu’au Japon où il est toutefois autorisé à rester, il n’aura désormais que le statut d’un simple particulier. Brunet a, semble-t-il, bénéficié d’un esprit de solidarité de corps. D’ailleurs, Roches continue de plaider auprès de l’Empereur la cause du shogun et neuf officiers camarades de Brunet partiront le rejoindre : Cazeneuve, Fortant, Marlin, Bouffier, Collache, Nicol, Clateau, Pradier et Tribout. Les forces impériales, en surnombre, ont maintenant, grâce à leur artillerie lourde, la mainmise sur l’île de Honshu. Les troupes du shogun, pour mieux résister, se retranchent à Hakodate, sur l'île de Hokkaidō, et fondent le 25 décembre 1868, l’éphémère république indépendante d'Ezo dont Takeaki Enomoto est élu président. Brunet, conseiller militaire du ministère de la guerre, organise la défense et reprend l’instruction des soldats. Le 30 mai, l’armée de l’empereur entreprend l’assaut de l’île par terre et par mer. Les quelque huit cents assiégés, très inférieurs en nombre, doivent capituler. Craignant des mauvais traitements de la part des vainqueurs, en particulier à l’égard des blessés (Cazeneuve souffrait d’une blessure profonde à la jambe), Brunet et les officiers français sont récupérés juste à temps par le navire français Coëtlogon le 9 juin.
Officiellement, la France félicite l'Empereur d’avoir rétabli l’ordre dans le pays mais n’acceptera pas de rendre l’officier qui a aidé les rebelles, sous prétexte qu’il est aux mains d’une autorité militaire indépendante. Rentré à Paris, Brunet reçoit un blâme réglementaire pour ingérence dans les affaires politiques d’un pays étranger et son ministère le retire des officiers d’active par « suspension d’emploi ». Napoléon III approuve cette sanction le 15 octobre. La France laisse courir le bruit que Brunet, passé en conseil de guerre, a été révoqué. En réalité, Brunet n’a pas été formellement désapprouvé mais il est en quelque sorte condamné à la discrétion absolue. Ainsi, dès le 26 février 1870, soit cinq mois avant que le Japon s’estime officiellement satisfait de la punition, Brunet est le directeur adjoint de la manufacture d’armes de Châtellerault, nomination qui n’a pas été insérée au Journal officiel. Dans le même temps, il contracte un beau mariage qui lui apporte une dot de cent mille francs et son ancien supérieur, le capitaine Chanoine, est son témoin. À aucun moment, son épopée japonaise ne lui sera reprochée.

### Guerre de 1870

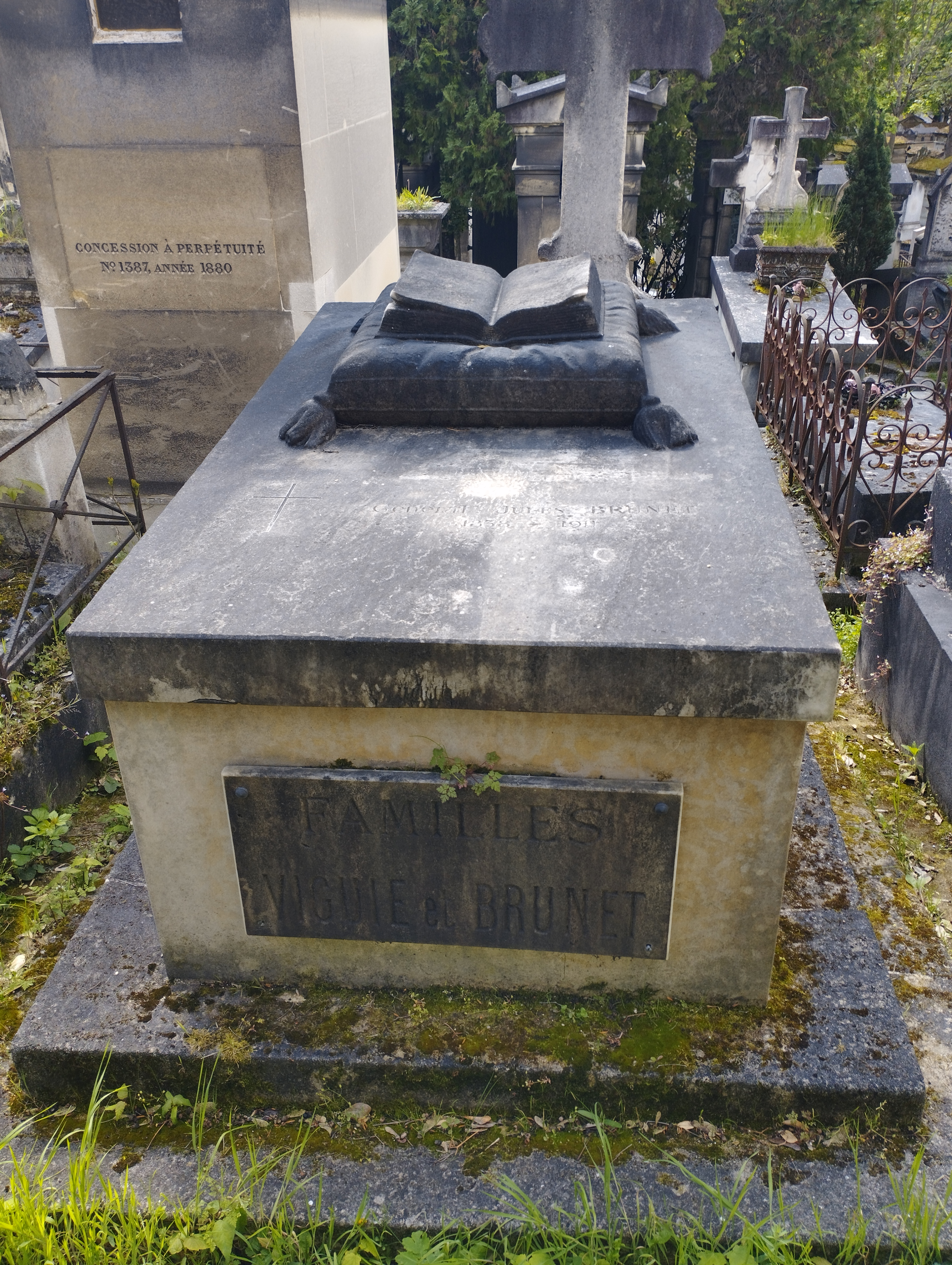
Tombe de Jules Brunet au cimetière du Père-Lachaise (division 68).

Jules Brunet participera encore à la guerre franco-allemande, capitaine au 8e régiment d’artillerie à Metz, où il sera fait prisonnier. Il est fait officier de la Légion d’honneur. Après la chute de l’Empire, il est au service du gouvernement de Versailles pour la répression de la Commune de Paris[réf. nécessaire]. Il s’ensuit un cursus militaire honorable et plus tranquille : attaché militaire en Autriche et en Italie, commandeur de la Légion d’honneur, chef de cabinet, en 1898, de Chanoine, devenu général et ministre de la guerre. Brunet finira général de division.
Le 11 mars 1895, le Japon, après la guerre avec la Chine, l'éleve au grade de grand officier du Trésor sacré du Mikado. Brunet a également reçu l’ordre du Soleil levant.

### Mort
Jules Brunet meurt le 12 août 1911 à Fontenay-sous-Bois et est inhumé au cimetière du Père-Lachaise (68e division).

## Postérité

### Popularité à l’étranger
Jules Brunet dispose d’une certaine notoriété dans la mesure où Edward Zwick s’en est inspiré pour le protagoniste du film Le Dernier Samouraï. Or, l’officier français, s’il apparaît dans quelques articles et revues francophones, semble jouir d’une notoriété plus importante au Japon. On a vu apparaître pour la première fois le personnage dans le drama japonais Goryokaku de 1988. Il apparaît de nouveau sur grand écran en 2021, toujours au Japon, interprété par Jonas Bloquet dans Baragaki: Unbroken Samurai (en).

### Œuvres d'art
Jules Brunet a peint plusieurs illustrations, dont des portraits et des scènes de rue.
Le musée de Goryokaku, à Hakodate, préfecture de Hokkaïdo, expose quelques informations à son sujet et celui des autres Français qui l’ont suivi à la fin de la guerre de Boshin.

### Liens de parenté
D’après le site Geneanet, Jules Brunet aurait été adopté par Yoshinobu Tokugawa, le dernier Shogun.

## Fiction
- Animes/Séries
  - Intrigue à Bakumatsu (Bakumatsu kikansetsu irohanihoheto ).
- Films
  - Jules Brunet a inspiré le personnage de Nathan Algren interprété par Tom Cruise dans le film Le Dernier Samouraï (2003) d’Edward Zwick[10],[11],[2].
  - Jules Brunet est interprété par Masumi Okada dans le film Goryokaku de 1988.
  - Jules Brunet est interprété par Jonas Bloquet dans le film Baragaki: Unbroken Samurai (en)[12].
- Livres
  - Jules Brunet est le personnage principal du roman La Mission (ラ・ミッション, Ra misshon?) de Satō Kenichi, 2015.
  - Jules Brunet est le personnage principal du roman Le cerisier d’Ezo de Jean-François Daguzan, 2022.
  - Jules Brunet est le personnage principal du roman Un pétale dans la braise de Geoffrey Royer, 2024.
- Jeux Vidéo
  - Jules Brunet est un personnage dans Rise of the Rōnin il fait partie de la faction Pro-Shogunat, des missions avec le protagoniste et Jules Brunet sont disponibles